# Jonathan Bachman
Pour les articles homonymes, voir Bachman.
Jonathan Bachman est un photographe américain né en 1984 à Morristown. 
Il est récompensé par de nombreux prix de photojournalisme pour sa photo Taking a Stand in Baton Rouge (en).

## Biographie
Jonathan Bachman a étudié le photojournalisme à l'Université Loyola de La Nouvelle-Orléans.
Depuis 2012, il travaille comme photographe d'évènements sportifs, notamment pour l'Associated Press et Reuters, ainsi que Getty Images comme le match NBA Nets contre Pelicans en 2021.

### Taking a Stand in Baton Rouge
En 2016, il est accrédité par Reuters à Baton Rouge, pour photographier les manifestations qui suivent la mort d'Alton Sterling. Le 9 juillet 2016, pendant les manifestations de Baton Rouge, il prend en photo Ieshia Evans faisant fasse à deux policiers. Cette photographie, Taking a Stand in Baton Rouge, a un impact « légendaire » selon la BBC et « emblématique » selon le Daily Mail dans la presse internationale. Cela associe l'image au mouvement Black Lives Matter, que la photo de Jonathan Bachman inspire. Cette photographie lui vaudra une nomination pour le Prix Pulitzer et de nombreux prix de photojournalisme.

### Catastrophes naturelles
Jonathan Bachman documente souvent les catastrophes naturelles tel que les ouragans. Une de ses photographies les plus marquantes fut celle d'une femme regardant le lac Pontchartrain, alors que l'ouragan Isaac s'approchait de la Nouvelle-Orléans en 2012. Cette photographie lui laisse une marque, car la femme avait précédemment tout perdu pendant l'ouragan Katrina. La photographie représente pour Jonathan Bachman la force et le pouvoir qu'à la nature sur les êtres humains.
Comme pour l'ouragan Isaac, Jonathan Bachman photographie pour Reuters d'autres catastrophes naturelles, comme l'ouragan Michael en 2018 ou l'ouragan Sally en 2020.

## Prix et distinctions
- 2016 : Thomson Reuters Journalist of the Year Awards – Photo de l’année pour Taking a Stand in Baton Rouge[11]
- 2017 : World Press Photo dans la catégorie « Sujets contemporains » pour Taking a Stand in Baton Rouge[12].
- 2017 : Nomination pour le Prix Pulitzer, catégorie « Photographie d'actualité », pour Taking a Stand in Baton Rouge avec l'équipe de photographes de l'Associated Press[13].
- 2017 : Picture of the Year International – 2e prix dans la catégorie « Information générales » pour Taking a Stand in Baton Rouge[14]
- 2017 : Siena International Photo Awards (en) 1er prix dans la catégorie « Information générales en couleurs » pour Taking a Stand in Baton Rouge[15]